# 望月信亨
望月信亨（日语：もちづき しんこう，1869年10月28日—1948年7月13日），原姓松原，名勝次郎，生於日本福井縣，著名佛教學者，日本淨土宗僧侶，曾任大正大學校長。

## 生平
望月信亨，原名松原勝次郎，12歲時於福井縣當地圓海寺，從加納海宣出家。後被神戶滕之寺的望月有成收養為養子，改名望月信亨。
1896年，淨土宗送他至比叡山與京都攻讀天台宗教義。他與同學於京都創辦《宗粹》雜誌，以宣揚淨土宗。1899年，擔任東京小石川淨土宗高等學校教授。
他所編輯的《望月佛教大辭典》與《大日本佛教全書》是佛教學者極為重視的工具書。

## 著作
- 浄土教之研究
- 略述浄土教理史
- 大乗起信論之研究
- 浄土教の起源及発達
- 浄土教概論
- 中国浄土教理史
- 仏教経典成立史論

## 編著
編有《法然上人全集》、《望月佛教大辭典》、《佛教大年表》、《大日本佛教全書》等。